# Basílica de San Pedro y San Alejandro (Aschaffenburg)
La Basílica de San Pedro y San Alejandro (en Alemán: Basilika SS. Peter und Alexander) es una iglesia católica en la Baja Franconia, en Baviera al sur de Alemania específicamente situada en la ciudad de Aschaffenburg.
La actual iglesia esta el corazón de un templo románico consagrada en el siglo X. El edificio principal fue construido como una basílica romana, otras fases fueron construidas en el estilo gótico temprano. La iglesia tiene un rico patrimonio artístico, parte del cual se exhiben en el Museo de la Abadía de Aschaffenburg. Desde 1958 la iglesia tiene el estatus de basílica menor.
La colegiata asociada fue clasificada monumento histórico de Baviera. [cita requerida]
Situada en la cima de una colina, la iglesia tiene buenas vistas a la ciudad de Aschaffenburg. La arquitectura del monasterio refleja diferentes épocas, desde el prerrománico hasta el siglo XVII, aunque la mayoría de los edificios actuales datan de los siglos XII y XIII.

## Véase también

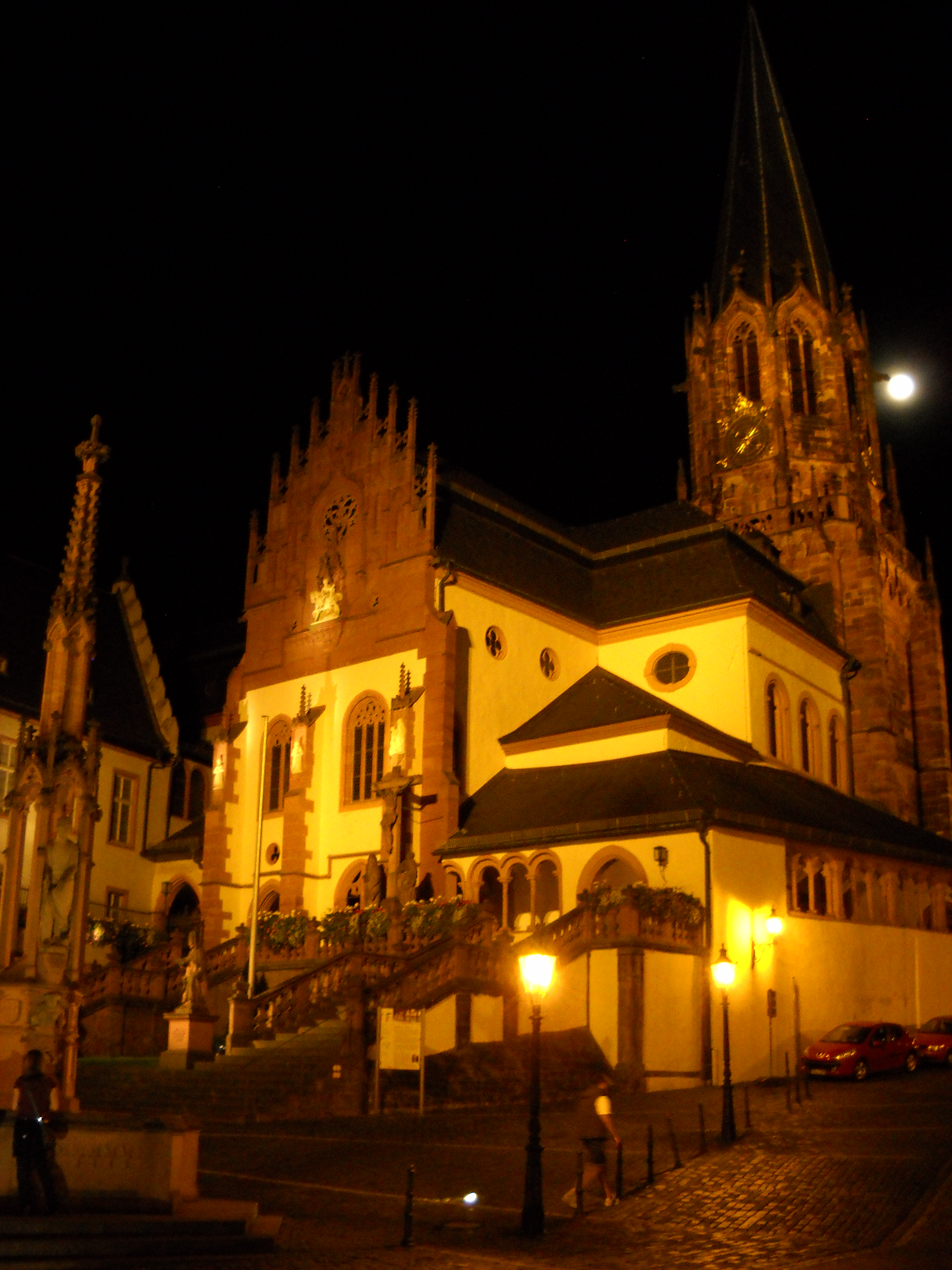
Vista nocturna